# Emmetrophysis lanceolata
Emmetrophysis lanceolata är en fjärilsart som beskrevs av Diakonoff 1954. Emmetrophysis lanceolata ingår i släktet Emmetrophysis och familjen stävmalar. Inga underarter finns listade i Catalogue of Life.